# 에디 리틀 스카이
에디 리틀 스카이(Eddie Little Sky, 1926년 8월 15일 ~ 1997년 9월 5일)는 미국의 배우이다.
페닝턴군에서 사망하였다.

## 출연 작품
- 바바리언 여왕 (1985년)
- 공포의 검은 차 (1977년)
- 말이라 불리운 사나이 (1970년)
- 페인트 유어 웨건 (1969년)
- 서부로 가는 길 (1967년)
- 악마 계곡의 혈투 (1966년)
- 길리건의 섬 (1964년)
- 시머론 (1960년)
- 서부의 파라딘 (1957년)

### 텔레비전
- 불타는 서부 - 78년 시리즈 (1978년)
- 딜론 보안관 (1955년)